# Alessandro Damiano
Alessandro Damiano (Trapani, 13 de julho de 1960) é um clérigo católico romano italiano, atual arcebispo de Agrigento.

## Biografia
Alessandro Damiano nasceu em 13 de julho de 1960 em Trapani, província com o mesmo nome (hoje consórcio municipal gratuito) e diocese, na Sicília.

### Formação e ministério sacerdotal
Depois do ensino médio, frequentou o instituto técnico-comercial, onde se formou em 1979. Percorreu o caminho da formação sacerdotal no Pontifício Seminário Romano Maior, na Academia Alfonsiana, onde em 1995 se formou em teologia moral, e na Pontifícia Universidade São Tomás de Aquino, finalmente obteve a licença de direito canônico em 2002. No final de sua estada em Roma, foi ordenado diácono em 25 de outubro de 1986, na Arquibasílica de São João de Latrão, por imposição das mãos do Cardeal Ugo Poletti, Vigário Geral de Sua Santidade para a diocese de Roma e arcipreste da mesma basílica.
De volta à Sicília, recebeu a ordenação sacerdotal em 24 de abril de 1987, na Catedral de San Lorenzo de Trapani, por imposição das mãos de Emanuele Romano, Ordinário diocesano; foi incardinado como presbítero da diocese com o mesmo nome.
Em 1995 foi nomeado professor permanente de teologia moral no instituto de ciências religiosas de Trapani, em cuja diocese, desde 1998, durante cinco anos, desempenhou as funções de chanceler da Cúria e diretor da catequese diocesana.
Em 2000, foi nomeado defensor do vínculo no Tribunal Eclesiástico Diocesano de Trapani pelo Bispo Francesco Miccichè. No mesmo ano foi nomeado assistente eclesiástico do grupo escoteiro Trapani 5 e em 2005 deixou esses cargos tornando-se vigário judicial do tribunal eclesiástico diocesano e pároco na paróquia de Cristo Re de Erice. De 2009 a 2012 foi pároco na paróquia de Santa Teresa del Bambino Gesù e de Maria Auxiliadora em Trapani.
De outubro de 2012 a setembro de 2015 foi assistente espiritual da Fundação Auxilium localizada em Valderice.
Desde 2013 é juiz do tribunal eclesiástico da Sicília e depois nomeado Vigário Geral da Diocese de Trapani.

### Ministério episcopal
Em 30 de abril de 2020, o Papa Francisco o nomeou arcebispo coadjutor de Agrigento. Recebeu a consagração episcopal no dia 5 de setembro seguinte, na Catedral de São Gerlando, em Agrigento, pela imposição das mãos do Cardeal Francesco Montenegro, Arcebispo Metropolitano de Agrigento, assistido pelos co-consagradores Dom Pietro Maria Fragnelli, Bispo de Trapani, e Giuseppe Mani, arcebispo emérito de Cagliari.
Em 22 de maio de 2021, ele sucedeu ao Arcebispado de Agrigento.
Em 5 de setembro de 2021 recebeu o pálio do núncio apostólico Emil Paul Tscherrig na Catedral de Agrigento.

## Brasão
| Descrição heráldica |
| --- |
| Parte - esquerda meio quebrada; no 1º de azul à torre de prata, ladrilhada a preto, ameiada por cinco ao Guelph, fechada e janelada do campo, suportada pelo mar da mesma onda de prata, toda atravessada por uma barra de ouro; na 2ª prata ao ramo de amendoeira em flor natural, colocado em faixa; no 3º ouro à maçã granada natural, aberto com vermelho, caule e folha verde de quatro peças, colocado sobre uma barra. |

### Explicação do brasão de armas
O brasão indica o programa pastoral para o qual Monsenhor Damiano dirige seu ministério episcopal.
Nele estão: a romã, o ramo de amendoeira, o mar, a torre e a faixa dourada.
Cada um desses elementos expressa um significado específico, ligado à tradição heráldica, à iconografia cristã e ao território das dioceses de Agrigento e Trapani.
- A romã representa a comunhão eclesial, Corpo místico de Cristo, que contém o povo, assim como a fruta com seus grãos, e é resgatada pela Paixão de Jesus, simbolizada pela cor vermelhão. A Igreja, portanto, é sacramento de unidade para que todos os seus membros estejam ao serviço da humanidade para a construção do Reino de Deus.

- O ramo de amendoeira em flor simboliza a vigilância que o bispo deve ter sobre as pessoas que lhe são confiadas, de facto, etimologicamente, ele é "aquele que vigia", do grego "epískopos". Além disso, as amendoeiras são árvores típicas da zona de Agrigento, pelo que representam um símbolo de primavera e de amizade entre os povos.

- O mar com suas ondas indica o caminho da Igreja entre os acontecimentos da história. A sua presença no brasão é uma referência ao Mar Mediterrâneo e às terras de onde são banhados, incluindo a Sicília. Desta forma, é sublinhada a missão atual da Igreja no acolhimento dos migrantes, no diálogo inter-religioso e na paz entre as diversas culturas, especialmente nestas regiões.

- A torre representa a estabilidade e a força que um bispo deve ter para governar, ensinar e santificar o povo que lhe foi confiado. Está presente nos brasões municipais de Agrigento e Trapani, e quer indicar tanto a ligação entre as duas cidades e dioceses, mas também a importância de habitar o território. Simboliza também a Virgem Maria, que na tradição cristã é invocada como Torre de David e Torre de Marfim, e a quem o arcebispo confia o seu ministério.
- A faixa dourada representa a ação do Espírito Santo que, como luz divina, passa pela vida da Igreja e pela história de toda a humanidade.

### Lema
O lema, escrito em latim, é "Servare unitatem Spiritus", ou seja, "Preservar a unidade do Espírito" e é extraído da Carta aos Efésios, capítulo 4, versículo 3.
Abaixo está o texto a que se refere:
Citação: «Portanto, eu, prisioneiro do Senhor, exorto-vos a comportar-se de maneira digna da vocação que vos foi dirigida, [...] procurando preservar a unidade do Espírito com o vínculo da paz». escreveu: «
(Carta aos Efésios 4, 1.3)»